# 绿丝隆头鱼
绿丝隆头鱼（学名：Cirrhilabrus solorensis），又稱綠絲鰭鸚鯛，为輻鰭魚綱鱸形目隆頭魚亞目隆头鱼科丝隆头鱼属的鱼类。分布中西太平洋的印尼海域，體長可達11公分，棲息在珊瑚礁、潟湖，生活習性不明。